# パオロ・サヴォルデッリ

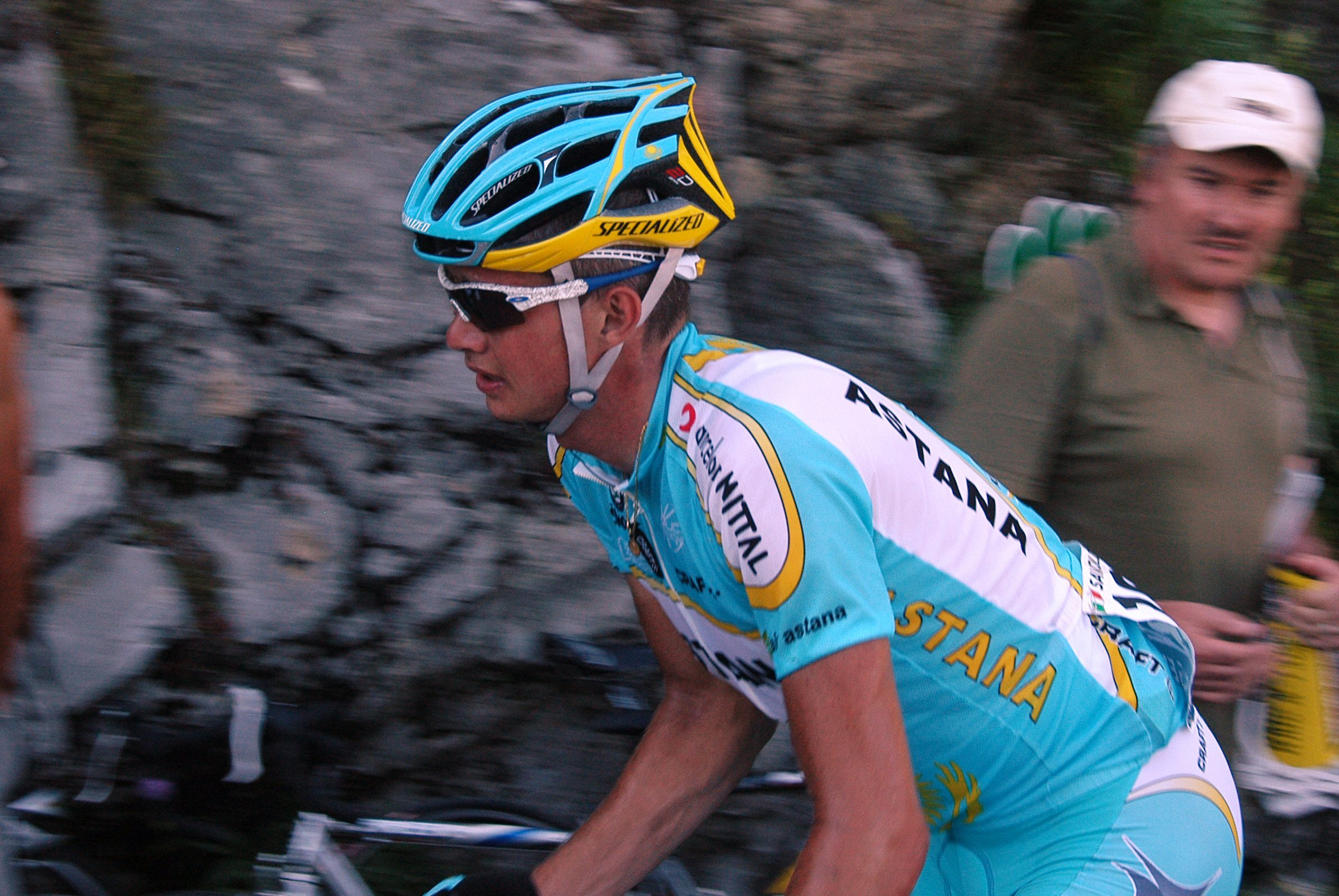
パオロ・サヴォルデッリ

パオロ・サヴォルデッリ（Paolo Savoldelli、1973年5月7日-）はイタリア のロンバルディア州・ベルガモ県のクルゾーネ出身の自転車プロロードレース選手。
1996年プロデビュー。2度のジロ・デ・イタリア総合優勝を果たしている実力者。猛烈なスピードで坂を駆けおりていく姿から「イル・ファルコ（il Falco：ハヤブサ）」の異名で呼ばれる。 

## 経歴
1996年にプロデビューし、キャリアを積んでいく。そして1998年に中級ステージレースのジロ・デル・トレンティーノで総合優勝。ジロ・デ・イタリアに向けての調整や仕上げに多くの有力選手が参加するこのレースで優勝したことで、注目され始める。
1999年もジロ・デル・トレンティーノを連覇し、ジロ・デ・イタリアではステージ1勝をあげて総合でも2位に入る大活躍を見せた。そして翌2000年もツール・ド・ロマンディで総合優勝。2001年もツール・ド・ロマンディでステージ2勝をあげた。
そして2002年のジロ・デ・イタリアでは、優勝候補のジルベルト・シモーニやステファノ・ガルゼッリがドーピング疑惑でレースを去ったことやフランチェスコ・カーザグランデが危険行為により失格となるなどもあって、タイラー・ハミルトンとの接戦を制して総合優勝を達成。しかしその後はチームの給料未払い問題に巻き込まれ、結局T-モバイルへ移籍。だが、そこでも度重なる病気や怪我により、優勝はおろかレースに出場することすらままならず、不遇を囲っていた。
そのため2005年にはディスカバリーチャンネルにチャンスを求めて移籍。そこで本来の実力を発揮し、3年ぶりの出場となったジロ・デ・イタリアでは途中までしのぎを削り合っていたイヴァン・バッソが腸炎を引き起こして脱落、終盤の山岳ステージにおけるジルベルト・シモーニの猛追をかわして、見事2回目の総合優勝をなしとげた。さらにツール・ド・フランスでもランス・アームストロングの総合7連覇のためにアシストを務めながら、自らも第17ステージで勝利。完全復活の印象を与えた。
2006年はジロ・デ・イタリアのプロローグの個人タイムトライアルで1勝したが、総合争いでは前年程の力を見せることが出来ず5位となった。ツール・ド・フランスでは第11ステージ終了後、ゴール地点の山頂からホテルへ向かうためにロードバイクで下山中、観客と接触して全身を強打する事故を起こし、翌日リタイアしてしまった。
2007年はアスタナ・チームに移籍。ツール・ド・ロマンディで総合2位に入り、エースとしてジロ・デ・イタリアに臨むが、山岳ステージで伸び悩み、途中でエディ・マッツォレーニにエースの座を譲ることとなった。しかしそれでも第20ステージの個人タイムトライアルではステージ優勝をあげる。ツール・ド・フランスでは所属していたアスタナのエース、アレクサンドル・ヴィノクロフにドーピング疑いが発生したことで、チームも棄権。以後はチーム自体がメジャーレースに参加する機会がなくなり、活躍の場を奪われることになった。
2008年からは、コンチネンタルプロチームのLPR に移籍。ジロ・デ・イタリアでは同じく移籍のダニーロ・ディルーカのアシストとして活躍。2008年シーズンをもって現役を引退した。　

## レーススタイル
「ハヤブサ」の異名が示すように世界屈指のダウンヒラーとして知られ、ダウンヒルでは優れたバイクコントロールで猛スピードで坂を下り、たとえライバルにリードされていてもタイム差をあっという間に縮めてしまう走りが特徴。2005年のジロ・デ・イタリアの個人TTで見せた、タイムトライアルポジションのまま下りのヘアピンカーブをクリアしていく走りはその一つである。彼の下りは優勝争いに絡んでいなくても、わざわざ専用のバイクカメラが中継を行う程であった。
また山岳ステージでの登坂力も高いうえ、多くのタイムトライアルステージでも優勝を飾っており、オールラウンダーとして、非常に高い完成度を誇る選手である。

## 人物
- イタリア人とは思えないほど寡黙で、冷静沈着な性格。滅多に表情を変えないことでも知られ、レース勝利のシャンパンファイトでも表情を崩さないことがあるが、無表情のまま表彰台の女性にシャンパンを浴びせかけたりするという一面もある。
- 顔立ちは童顔で天使のようと評される事も多く、サエコチーム在籍時はフレームに天使が踊るペイントを施した上、天使の羽をあしらった特別デザインのジャージを一人だけ着用して走る事もあった。

## 所属チーム
- 1996年　ロスロット（Rosslotto）
- 1997年　ジロット（Ghirotto）
- 1998-2001年　サエコ（1998-1999年 Saeco-Cannondale、2000年 Saeco-Valli&Valli、2001年 Saeco）
- 2002年　インデックス・アレクシア（Index-Alexia Aluminio）
- 2003-2004年　T-Mモバイル
- 2005-2006年　ディスカバリーチャンネル
- 2007年　アスタナ
- 2008年　LPR

## 主な成績

### グランツール
- ジロ・デ・イタリア　総合優勝（2002年、2005年）

- 1999年　ジロ・デ・イタリア 1勝　総合2位
- 2005年　ジロ・デ・イタリア 1勝　ツール・ド・フランス 1勝
- 2006年　ジロ・デ・イタリア 1勝　総合5位　複合賞
- 2007年　ジロ・デ・イタリア 1勝　総合12位

### ステージレース
- ツール・ド・ロマンディ　総合優勝（2000年）

- 2000年　ツール・ド・ロマンディ 1勝
- 2001年　ツール・ド・ロマンディ 2勝
- 2006年　ツール・ド・ロマンディ 1勝
- 2007年　ツール・ド・ロマンディ 1勝　総合2位